# Ichnoviriform
Ichnoviriform (IV, früher Ichnovirus) ist eine Gattung von Viriformen mit doppelsträngigem DNA-Genom. Als Wirte dienen parasitoide Wespen, die selbst Schmetterlinge (Lepidoptera) parasitieren. Seitens des International Committee on Taxonomy of Viruses (ICTV) ist diese Gattung aktuell der Familie Polydnaviriformidae zugeordnet (Stand Mitte April 2024).
Diese Familie ist jedoch möglicherweise paraphyletisch (s. u.),
wobei die Ichnoviren von der Riesenviren-Familie Ascoviridae abstammen könnten (was dann die in der Box angegebene veränderte (mit ‚?‘ gekennzeichnete) Klassifizierung als Ascoviren bedeuten würde).
Die frühere Typusspezies ist Ichnoviriform sonorense mit Campoletis sonorensis ichnovirus.

## Aufbau
Die Partikel (Virionen) der Gattung Ichnoviriform sind behüllt und haben breite Ellipsoid-Geometrie.
Das Genom ist segmentiert und ringförmig (zirkulär) bei einer Länge von etwa 6,0 bis 20 kb lang.

## Vermehrungszyklus
Die Replikation ist nuklear, d. h. geschieht im Zellkern der Wirtszelle.
Die Transkriptionsmethode ist DNA-gestützt.
Das Virus verlässt die Wirtszelle durch Kernporenexport (englisch nuclear pore export).
Als Wirte dienen Echte Schlupfwespen (Familie Ichneumonidae) der beiden Unterfamilien Banchinae und Campopleginae (alias Porizontinae), diese Wespen sind selbst Parasitoide von Schmetterlingen (Ordnung Lepidoptera).
Zumindest bei den Campopleginae werden die Viruspartikel nur in den Calyxzellen der Ovarien der Wespen gebildet. Die Wespe injiziert ein oder mehrere Eier zusammen mit einer Menge des Virus in ihren Wirt, die Schmetterlingsraupe (‚Koinjektion‘). Das Virus und die Wespe stehen in somit einer symbiotischen Beziehung: Die Expression viraler Gene verhindert, dass das Immunsystem der Raupe (also des Wespenwirts) das injizierte Wespenei abtötet, und verursacht weitere physiologische Veränderungen sowie Änderungen des Verhaltens. Diese führen die letztendlich zum Absterben der Schmetterlingsraupe. Der Übertragungsweg ist somit elterlich (von Wespenmüttern auf ihre Nachkommen) und das Ichnovirus fungiert als endogene viralen Vektor.

## Systematik

### Innere Systematik
Mit Stand Mai 2024 sind vom International Committee on Taxonomy of Viruses (ICTV) besteht die Gattung Ichnoviriform aus den folgenden Spezies und Viren bzw. Stämmen:
Familie: Polydnavirifomidae
- Gattung Ichnoviriform (IV, früher Ichnovirus)
  - Spezies Ichnoviriform acronyctae mit Diadegma acronyctae ichnovirus (DaIV)
  - Spezies Ichnoviriform annulipedis mit Hyposoter annulipes ichnovirus (HaIV)
  - Spezies Ichnoviriform aprilis mit Campoletis aprilis ichnovirus (CaIV)
  - Spezies Ichnoviriform arjunae mit Casinaria arjuna ichnovirus (CarIV)
  - Spezies Ichnoviriform benefactoris mit Olesicampe benefactor ichnovirus (ObIV)
  - Spezies Ichnoviriform eribori mit Eriborus terebrans ichnovirus (EtIV)
  - Spezies Ichnoviriform exiguae mit Hyposoter exiguae ichnovirus (HeIV)
  - Spezies Ichnoviriform flavicinctae mit Campoletis flavicincta ichnovirus (CfIV)
  - Spezies Ichnoviriform forcipatae mit Casinaria forcipata ichnovirus (CfoIV)
  - Spezies Ichnoviriform fugitivi mit Hyposoter fugitivus ichnovirus (HfIV)
  - Spezies Ichnoviriform fumiferanae mit Glypta fumiferanae ichnovirus (GfIV)
  - Spezies Ichnoviriform geniculatae mit Olesicampe geniculatae ichnovirus (OgIV)
  - Spezies Ichnoviriform infestae mit Casinaria infesta ichnovirus (CiIV)
  - Spezies Ichnoviriform interrupti mit Diadegma interruptum ichnovirus (DiIV)
  - Spezies Ichnoviriform lymantriae mit Hyposoter lymantriae ichnovirus (HlIV)
  - Spezies Ichnoviriform montani mit Enytus montanus ichnovirus (X-2)
  - Spezies Ichnoviriform pilosuli mit Hyposoter pilosulus ichnovirus (HpIV)
  - Spezies Ichnoviriform rivalis mit Hyposoter rivalis ichnovirus (HrIV)
  - Spezies Ichnoviriform rostralis mit Tranosema rostrale bracovirus (TrBV)
  - Spezies Ichnoviriform sonorense (ehem. Typus) mit Campoletis sonorensis ichnovirus (CsIV)
  - Spezies Ichnoviriform tenuifemoris mit Synetaeris tenuifemur ichnovirus (StIV)
  - Spezies Ichnoviriform terebrantis mit Diadegma terebrans ichnovirus (DtIV)

## Äußere Systematik
Die IV weisen bemerkenswerte Ähnlichkeiten mit den zu den Riesenviren gehörenden Ascoviren auf und haben sich vermutlich aus diesen entwickelt,
Die beiden Virusgattungen Ichnoviriform (IV) und Bracoviriform in der Familie Polydnaviriformidae sind möglicherweise nicht phylogenetisch verwandt, was bedeutet, dass dieses Taxon möglicherweise überarbeitet werden muss.